# Chionanthus ramiflorus
Chionanthus ramiflorus (sin. Linociera ramiflora (Roxb.) Wall.) es una  especie de fanerógama perteneciente a la familia Oleaceae. Es nativo del nordeste de  Australia (Queensland), Nueva Guinea, India, Nepal, las Filipinas, sur de China, y Taiwán.

## Descripción
Es un arbusto o pequeño árbol que alcanza los 3–23 m de altura . Las hojas son de  8–20 cm de longitud y  4–7 cm de ancho, simples ovadas a oblongo-elípticas con 2–5 cm de peciolo. Las flores son de color blanco o amarillo y se producen en panículas de  2,5–12 cm de longitud. El fruto es una drupa de color azul-negruzco de  1,5–3 cm de largo y  5–22 mm de diámetro.
Algunos autores le tratan en el género segregado  Linociera, aunque no difiere de Chionanthus en otras características que la persistencia de sus hojas y no en diferencias taxonómicas.

## Sinonimia
- Anexo:Sinónimos de Chionanthus ramiflorus